# Coquillettomyia mediospina
Coquillettomyia mediospina är en tvåvingeart som först beskrevs av Grover 1965.  Coquillettomyia mediospina ingår i släktet Coquillettomyia och familjen gallmyggor. Inga underarter finns listade i Catalogue of Life.